# Anillo de Giges
El mito del Anillo de Giges es mencionado por el filósofo ateniense Platón en el libro II de La república. Guarda vaga relación con el Giges histórico del que habla Heródoto.
Narra la historia de Giges, un pastor que tras una tormenta y un terremoto encontró, en el fondo de un abismo, un caballo de bronce con un cuerpo sin vida en su interior. Este cuerpo tenía un anillo de oro y el pastor decidió quedarse con él. Lo que no sabía Giges es que era un anillo mágico, que cuando le daba la vuelta, le volvía invisible. En cuanto hubo comprobado estas propiedades del anillo, Giges lo usó para seducir a la reina y, con ayuda de ella, matar al rey, para apoderarse de su reino. 
Glaucón (hermano de Platón) hace referencia a esta leyenda para ejemplificar su teoría de que todas las personas por naturaleza son injustas. Sólo son justas por miedo al castigo de la ley o por obtener algún beneficio por ese buen comportamiento. Si fuéramos "invisibles" a la ley como Giges con el anillo, seríamos injustos por nuestra naturaleza.
Este mito ha tenido gran influencia en la filosofía, ya que da a entender que el ser humano hace el bien hasta que puede hacer el mal cuando «se hace invisible», y puede acceder a cosas que no son suyas, con lo que llevada por esas circunstancias la persona se corrompe irremediablemente. Según este supuesto, la persona no sería libre.

## El mito en La República
Dicen que era un pastor que estaba al servicio del entonces rey de Lidia. Sobrevino una vez un gran temporal y terremoto; abrióse la tierra y apareció una grieta en el mismo lugar en que él apacentaba. Asombrado ante el espectáculo, descendió por la hendidura y vio allí, entre otras muchas maravillas que la fábula relata, un caballo de bronce, hueco, con portañuelas, por una de las cuales se agachó a mirar y vio que dentro había un cadáver, de talla al parecer más que humana, que no llevaba sobre sí más que una sortija de oro en la mano; quitósela el pastor y salióse. Cuando, según costumbre, se reunieron los pastores con el fin de informar al rey, como todos los meses, acerca de los ganados, acudió también él con su sortija en el dedo. Estando, pues, sentado entre los demás, dio la casualidad de que volviera la sortija, dejando el engaste de cara a la palma de la mano; a inmediatamente cesaron de verle quienes le rodeaban y con gran sorpresa suya, comenzaron a hablar de él como de una persona ausente. Tocó nuevamente el anillo, volvió hacia fuera el engaste y una vez vuelto tornó a ser visible. Al darse cuenta de ello, repitió el intento para comprobar si efectivamente tenía la joya aquel poder, y otra vez ocurrió lo mismo: al volver hacia dentro el engaste, desaparecía su dueño, y cuando lo volvía hacia fuera, le veían de nuevo. Hecha ya esta observación, procuró al punto formar parte de los enviados que habían de informar al rey; llegó a Palacio, sedujo a su esposa, atacó y mató con su ayuda al soberano y se apoderó del reino.
Platón: La república, II, 359a - 360b.

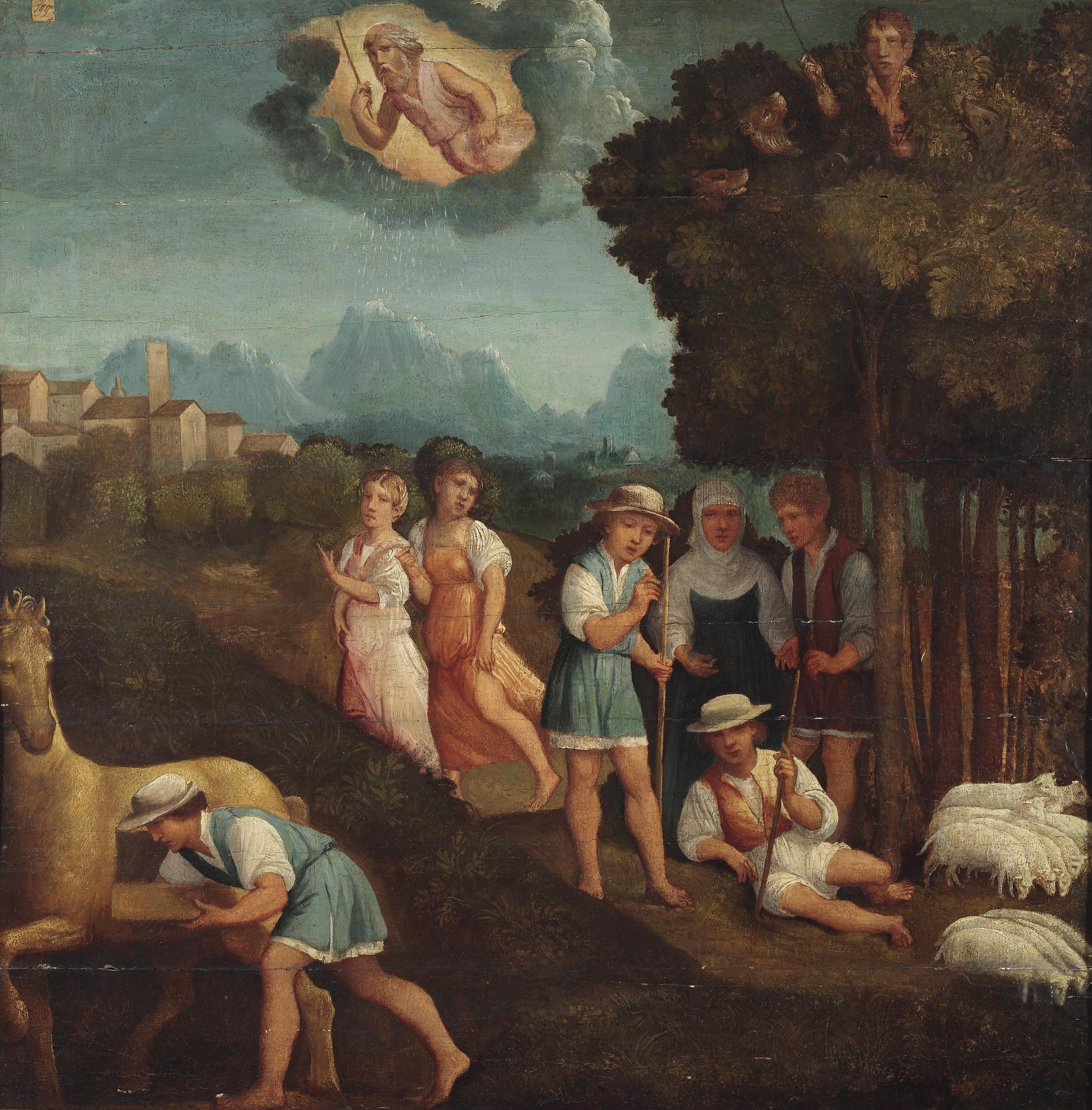
Representación anónima de la leyenda de Giges encontrando el anillo mágico del.

Con esta historia, Glaucón concluye que: «nadie es justo de grado, sino por fuerza y hallándose persuadido de que la justicia no es buena para él personalmente; puesto que, en cuanto uno cree que va a poder cometer una injusticia, la comete. Y esto porque todo hombre cree que resulta mucho más ventajosa personalmente la injusticia que la justicia». Platón contraargumenta este mito con su intelectualismo moral, donde “es peor cometer una injusticia que padecerla”, pues la injusticia destruye el alma:

La práctica de la justicia es en sí misma lo mejor para el alma considerada en su esencia, y que ésta ha de obrar justamente tenga o no tenga el anillo de Giges y aunque a este anillo se agregue el casco de Hades.
Platón: La república, X, 612b.

Finalmente, Platón acaba la obra contraargumentando este mito con el Mito de Er, donde el injusto al final de su vida es desdichado y rechazado por todos, recibiendo castigos divinos.

"A los hombres desenvueltos e injustos, ¿no les pasa como a los corredores que corren bien a la salida y mal al final? [...] aunque se encubran durante su juventud, son atrapados al final de su carrera, hacen con ello dignos de risa y, al llegar a viejos, son desdiadadamente vejados por forasteros y conciudadanos, reciben azotes y al final sufren, dalo por dicho, todas aquellas cosas que tú (Glaucón) tenias con razón por tan duras".
Platón: La república, X, 12, 613b-e

## Influencias

El Anillo Único.

- Cicerón vuelve a contar la historia de Giges en De Officiis para ilustrar su tesis de que un individuo sabio o bueno basa las decisiones en el miedo a la degradación moral en lugar del castigo o las consecuencias negativas. Cicerón sigue con una discusión sobre el papel de los experimentos de pensamiento en la filosofía. La situación hipotética en cuestión es la inmunidad completa del castigo del tipo que Giges le otorga a su anillo.
- Jean-Jacques Rousseau , en sus Ensoñaciones del paseante solitario cita la leyenda del Anillo de Gyges y contempla cómo él mismo usaría el anillo de la invisibilidad.
- Anillo de Alberich en la ópera El anillo de los nibelungos de Richard Wagner.
- El hombre invisible de H. G. Wells tiene como base un recuento de la historia del anillo de Giges.
- El Anillo Único de J.R.R. Tolkien de El Hobbit y El Señor de los Anillos otorga la invisibilidad a su portador, pero corrompe su propietario. Aunque se especula que Tolkien fue influenciado por la historia de Platón, en sus cartas y biografía no proporciona evidencia de esto. A diferencia del anillo de Platón, el de Tolkien ejerce una fuerza malévola activa que necesariamente destruye la moralidad del usuario.
- El premio Nobel Naguib Mahfouz incluye una trama secundaria modificada en su novela Arabian Nights and Days.
- Jaime Rubio Hancock comparó el mito de Giges con el efecto de desinhibición online,[2] en donde las personas son más proclives a la ofensa y a las groserías en internet debido al "anonimato" que da la red.[3] También es comparado el mito con la brutalidad policial.[4][5]